# 凯达
凯达（羅馬化：Kheda）是印度古吉拉特邦凯达县的一个城镇。总人口24034（2001年）。

## 人口
该地2001年总人口24034人，其中男性12515人，女性11519人；0—6岁人口3190人，其中男1770人，女1420人；识字率70.02%，其中男性为76.80%，女性为62.65%。